# Silver 'n Brass
| Recensione | Giudizio |
| ---------- | -------- |
| AllMusic   |          |

Silver 'n Brass è un album discografico del pianista jazz statunitense Horace Silver, pubblicato dalla casa discografica Blue Note Records nel febbraio del 1975.

## Tracce

### LP
Lato A
Musiche di Horace Silver.
1. Kissin' Cousins – 7:55 – Registrato il 17 gennaio 1975
2. Barbara – 7:35 – Registrato il 10 gennaio 1975
3. Dameron's Dance – 5:19 – Registrato il 10 gennaio 1975

Lato B
Musiche di Horace Silver.
1. The Sophisticated Hippie – 7:05 – Registrato il 17 gennaio 1975
2. Adjustment – 5:19 – Registrato il 10 gennaio 1975
3. Mysticism – 8:05 – Registrato il 10 gennaio 1975

## Musicisti
- Horace Silver – piano
- Ron Carter – basso acustico
- Bob Cranshaw – basso Fender (brani: Kissin' Cousins e The Sophisticated Hippie)
- Al Foster – batteria
- Bernard Purdy – batteria (brani: Kissin' Cousins e The Sophisticated Hippie)
- Tom Harrell – tromba
- Oscar Brashear – tromba, flicorno
- Bobby Bryant – tromba, flicorno
- Frank Rosolino – Trombone
- Maurice Spears – trombone basso
- Vince DeRosa – corno francese
- Bob Berg – sassofono tenore
- Jerome Richardson – legni
- Buddy Collette – legni

Note aggiuntive
- George Butler – produttore
- Tutti i brani composti e arrangiati da Horace Silver
- Wade Marcus – arrangiamento strumenti a fiato
- Registrazioni effettuate al A&R Recording Studios di New York City, New York
- Don Hahn – ingegnere delle registrazioni
- Remixaggio (e sovraincisioni) effettuato al Wally Heider Recording Studios di Hollywood, California
- Ed Barton – ingegnere remixaggio
- Doug Metzler – foto copertina frontale album originale
- Lloyd Ziff – art direction e design copertina album originale
- Horace Silver – note retrocopertina album originale[3]